# I-32 (tàu ngầm Nhật)
I-32 là một tàu ngầm tuần dương lớp Type-B (巡潜乙型潜水艦 Junsen Otsu-gata sensuikan) được Hải quân Đế quốc Nhật Bản chế tạo trong giai đoạn ngay trước Chiến tranh Thế giới thứ hai. Nhập biên chế năm 1942, nó đã tuần tra tại Ấn Độ Dương và Thái Bình Dương cũng như tham gia các Chiến dịch Guadalcanal và New Guinea. I-32 mất tích sau ngày 23 tháng 3, 1944, có thể đã bị tàu khu trục USS Halsey Powell, tàu hộ tống khu trục USS Manlove và tàu săn ngầm USS PC-1135 đánh chìm gần Wotje vào ngày 24 tháng 3, 1944

## Thiết kế và chế tạo

### Thiết kế
Tàu ngầm Type B được cải tiến từ phân lớp KD6 của lớp tàu ngầm Kaidai dẫn trước, và được trang bị một thủy phi cơ nhằm tăng cường khả năng trinh sát. Chúng có trọng lượng choán nước 2.631 tấn (2.589 tấn Anh) khi nổi và 3.713 tấn (3.654 tấn Anh) khi lặn, lườn tàu có chiều dài 108,7 m (356 ft 8 in), mạn tàu rộng 9,3 m (30 ft 6 in) và mớn nước sâu 5,1 m (16 ft 9 in). Con tàu có thể lặn sâu đến 100 m (328 ft), và có một thủy thủ đoàn đầy đủ bao gồm 94 sĩ quan và thủy thủ.
Type B1 trang bị hai động cơ diesel Kampon Mk.2 Model 10 công suất 6.200 mã lực phanh (4.623 kW), mỗi chiếc vận hành một trục chân vịt. Khi lặn, mỗi trục được vận hành bởi một động cơ điện công suất 1.000 mã lực (746 kW). Khi di chuyển trên mặt nước nó đạt tốc độ tối đa 23,6 hải lý trên giờ (43,7 km/h; 27,2 mph) và 8 hải lý trên giờ (15 km/h; 9,2 mph) khi lặn dưới nước, tầm xa hoạt động của Type B1 là 14.000 hải lý (26.000 km; 16.000 mi) ở tốc độ 16 hải lý trên giờ (30 km/h; 18 mph), và có thể lặn xa 96 nmi (178 km; 110 mi) ở tốc độ 3 hải lý trên giờ (5,6 km/h; 3,5 mph).
Những chiếc Type B1 có sáu ống phóng ngư lôi 53,3 cm (21,0 in), tất cả được bố trí trước mũi, và mang theo tổng cộng 17 quả ngư lôi Kiểu 95. Vũ khí trên boong tàu bao gồm khẩu hải pháo 14 cm (5,5 in), và hai pháo phòng không 25 mm Type 96. Hầm chứa máy bay được tích hợp vào tháp chỉ huy và hướng ra phía trước. Máy phóng máy bay được bố trí hướng ra phía trước, trong khi khẩu hải pháo trên boong đặt phía sau. Cách sắp xếp này giúp chiếc thủy phi cơ Yokosuka E14Y tận dụng tốc độ hướng ra trước của con tàu khi được phóng lên.

### Chế tạo
I-32 được đặt lườn như là chiếc Tàu ngầm số 145 tại Xưởng vũ khí Hải quân Sasebo ở Sasebo vào ngày 20 tháng 1, 1940. Nó được đổi tên thành I-39 đồng thời được hạ thủy vào ngày 17 tháng 12, 1940, rồi đổi tên thành I-32 vào ngày 1 tháng 11, 1941. Con tàu hoàn tất và nhập biên chế vào ngày 26 tháng 4, 1942, dưới quyền chỉ huy của Trung tá Hải quân Ikezawa Masayuki.

## Lịch sử hoạt động

### 1942
Ngay khi nhập biên chế, I-32 được phối thuộc cùng Quân khu Hải quân Kure. Vào ngày 30 tháng 5, 1942, nó cùng các tàu ngầm chị em I-31 và I-33 gia nhập Đội tàu ngầm 15, thuộc Hải đội Tàu ngầm 1, trực thuộc Đệ Lục hạm đội. I-32 khởi hành từ Kure vào ngày 16 tháng 6 để đi sang căn cứ Truk tại quần đảo Caroline.

#### Chuyến tuần tra thứ nhất
I-32 xuất phát từ Truk vào ngày 30 tháng 6 cho chuyến tuần tra đầu tiên ngoài khơi Australia. Nó tiến hành trinh sát Port Vila trên đảo Efate thuộc quần đảo New Hebrides vào ngày 9 tháng 7, và New Caledonia từ ngày 13 đến ngày 15 tháng 7. Sau đó nó vòng qua phía Nam lục địa Australia để đi vào Ấn Độ Dương. Tại vị trí 200 nmi (370 km) về phía Đông Nam Esperance, Western Australia vào ngày 4 tháng 8, nó trồi lên mặt nước lúc 19 giờ 10 phút để tấn công bằng hải pháo tàu chở quân Australia Katoomba, vốn đang trong hành trình từ Fremantle, Western Australia đến Adelaide, South Australia. Katoomba chống trả hết mức bằng hải pháo và chạy hết tốc độ, đồng thời đánh tín hiệu cầu cứu. I-32 từ bỏ cuộc truy đuổi sau ba giờ và không bắn trúng Katoomba phát nào. Nó kết thúc chuyến tuần tra tại Penang, Malaya vào ngày 28 tháng 8, rồi lên đường vào ngày 6 tháng 9 và về đến Truk vào ngày 18 tháng 9.

#### Chuyến tuần tra thứ hai
Mang theo một thủy phi cơ Yokosuka E14Y, I-32 khởi hành từ Truk vào ngày 30 tháng 9 để bắt đầu chuyến tuần tra thứ hai, với nhiệm vụ trinh sát khu vực Nouméa, New Caledonia. Tuy nhiên nó gặp trục trặc rò rỉ dầu diesel vào ngày 3 tháng 10, nên phải hủy bỏ chuyến tuần tra và về đến Truk vào ngày 6 tháng 10. Chiếc tàu ngầm buộc phải quay trở về Nhật Bản để sửa chữa, về đến Kure vào ngày 13 tháng 10.

#### Chiến dịch New Guinea
Sau khi hoàn tất việc sửa chữa, I-32 rời Kure vào ngày 4 tháng 12 để quay trở lại Truk, rồi lại lên đường vào ngày 14 tháng 12 để đi sang Rabaul trên đảo New Britain. Lúc đang đi ngầm trong biển Bismarck ngoài khơi quần đảo Admiralty vào ngày 16 tháng 12, nó phát hiện một tàu ngầm Đồng Minh đang đi trên mặt nước lúc 22 giờ 00, nên đổi hướng để tiếp cận mục tiêu. Tuy nhiên đối phương đã lặn xuống trước khi I-32 kịp tấn công. Nó đi đến Rabaul vào ngày 17 tháng 12.
Từ Rabaul, I-32 bắt đầu thực hiện một loạt các chuyến đi tiếp liệu sang Papua New Guinea để hỗ trợ cho lực lượng Nhật Bản đồn trú tại đây đang tham gia Chiến dịch New Guinea. Chất lên tàu 22 tấn đạn dược và lương thực, nó rời Rabaul cho chuyến đi tiếp liệu đầu tiên vào ngày 19 tháng 12, đi đến khu vực cửa sông Mambare tại Buna trên bờ biển New Guinea vào ngày 24 tháng 12. Nó chất dỡ hàng hóa rồi lên đường ngay cho chặng quay trở về, đi đến Rabaul vào ngày 26 tháng 12. Nó lại rời Rabaul vào ngày 27 tháng 12 cho chuyến đi tiếp liệu thứ hai, nhưng đã không thành công khi không liên lạc được với lực lượng đồn trú trên bờ, và quay trở về đến Rabaul vào ngày 31 tháng 12 với hàng hóa còn nguyên vẹn trên tàu.

### 1943
Trong tháng 1, 1943, I-32 còn thực hiện thêm hai chuyến đi tiếp liệu sang New Guinea. Nó xuất phát từ Rabaul vào ngày 7 tháng 1 và đi đến ngoài khơi cửa sông Mambare hai ngày sau đó, chất dỡ hàng hóa và đón lên tàu 43 hành khách. Trở lại Rabaul trong các ngày 11 và 12 tháng 1, nó lại đi đến vùng cửa sông Mambare vào ngày 14 tháng 1 với 22 tấn lương thực và đạn dược. Sau khi hoàn tất việc chất dỡ, nó lên đường đi Truk, đến nơi vào ngày 18 tháng 1.

#### Chuyến tuần tra thứ ba
I-32 khởi hành từ Truk vào ngày 24 tháng 1 cho chuyến tuần tra thứ ba, hoạt động trên một tuyến canh phòng về phía Nam Guadalcanal, vào lúc Chiến dịch Guadalcanal kéo dài suốt sáu tháng sắp đi vào giai đoạn kết thúc. Đại bản doanh Nhật Bản quyết định tiến hành Chiến dịch Ke nhằm triệt thoái toàn bộ lực lượng còn lại của Tập đoàn quân 17, khoảng 11.000 người, khỏi Guadalcanal; công việc hoàn tất vào ngày 8 tháng 2. Vào ngày 11 tháng 2, I-32 phát hiện một tàu sân bay Hoa Kỳ đang di chuyển sang hướng Đông, nhưng nó không thể đi đến vị trí thuận lợi để tấn công. Nó quay trở về căn cứ Truk vào ngày 22 tháng 2.

#### Chuyến tuần tra thứ tư
Được phân về Nhóm tàu ngầm "B" từ ngày 25 tháng 3, I-32 xuất phát từ Truk cùng ngày hôm đó cho chuyến tuần tra thứ tư, và hoạt động tại khu vực phụ cận Fiji và quần đảo Samoa. Không bắt gặp mục tiêu nào, nó kết thúc chuyến tuần tra và quay trở về Truk vào ngày 1 tháng 6, rồi lên đường hai ngày sau đó để quay trở về Nhật Bản. Đi đến Kure vào ngày 10 tháng 6, chiếc tàu ngằm bắt đầu được đại tu.

#### Chiến dịch New Guinea
Sau khi hoàn tất việc sửa chữa, I-32 khởi hành từ Kure vào ngày 30 tháng 7. Nó kéo theo một thùng tiếp liệu Unkato, một thùng chứa hàng hóa ngầm dưới nước dài 135 ft (41 m) có thể chứa đến 377 tấn tiếp liệu, được thiết kế cho những chuyến đi tiếp liệu một chiều để người nhận hàng có thể thu hồi và chất dỡ hàng hóa. Sau khi đi đến Rabaul vào đầu tháng 8, chiếc tàu ngầm được điều động về Hạm đội Khu vực Đông Nam từ ngày 9 tháng 8. Nó thực hiện một chuyến đi sang New Guinea từ ngày 5 tháng 9, kéo theo một thùng tiếp liệu Unkato, và đi đến Lae, New Guinea để chuyển giao hàng tiếp liệu, rồi tiếp tục hành trình đi sang khu vực quần đảo New Caledonia.

#### Khu vực New Caledonia và Australia
Vào ngày 25 tháng 9, tại khu vực New Caledonia, I-32 dự định phóng chiếc thủy phi cơ Yokosuka E14Y của nó để trinh sát bên trên Nouméa, tuy nhiên máy phóng gặp trục trặc nên kế hoạch trinh sát bị hủy bỏ. Chiếc tàu ngầm lên đường hướng sang vùng bờ biển phía Đông Australia, và ở vị trí ngoài khơi Coffs Harbour, New South Wales vào ngày 7 tháng 10, nó tấn công Đoàn tàu PG 72 vốn đang trong hành trình từ Sydney, New South Wales đến Brisbane, Queensland. Mọi quả ngư lôi nó phóng ra đều trượt khỏi mục tiêu, và tàu corvette Hải quân Hoàng gia Australia HMAS Glenelg, trong thành phần hộ tống cho Đoàn tàu PG 72, phát hiện các quả ngư lôi và dò thấy chiếc tàu ngầm qua sonar. Tuy nhiên chiếc corvette mất dấu mục tiêu trước khi nó có thể phản công bằng mìn sâu.
Được điều trở lại Nhóm tàu ngầm "B" từ ngày 19 tháng 10, sang ngày hôm sau nó được lệnh tìm cách trinh sát trên không bên trên Nouméa, nhưng mệnh lệnh này sau đó bị hủy bỏ. Thay vào đó nó được tách khỏi Nhóm tàu ngầm "B" vào ngày 26 tháng 10, và tham gia cùng các tàu ngầm khác để đánh chặn một đoàn sáu tàu tiếp dầu Hoa Kỳ bị tàu ngầm I-36 phát hiện; tuy nhiên nó đã không tìm thấy mục tiêu. Sau đó I-32 được lệnh đi đến trinh sát Pago Pago trên đảo Tutuila, Samoa thuộc Mỹ, và nó đã trinh sát nơi neo đậu tại đây qua kính tiềm vọng vào ngày 7 tháng 11. Chiếc tàu ngầm gặp trục trặc động cơ diesel vào ngày 12 tháng 11, nên sang ngày hôm sau nó được lệnh quay trở về Truk.
Rời Truk vào ngày 24 tháng 11, I-32 đi đến Kwajalein và ở lại đây từ ngày 27 tháng 11 đến ngày 5 tháng 12. Nó lại đi đến Truk vào ngày 8 tháng 12, được tiếp tế ngư lôi từ tàu tiếp liệu tàu ngầm phụ trợ Heian Maru trước khi lên đường vào ngày 14 tháng 12 để quay trở về Nhật Bản, đi đến Kure vào ngày 20 tháng 12, nơi nó được đại tu.

### 1944

#### Chiến dịch quần đảo Marshall
Sau khi hoàn tất việc sửa chữa, I-32 khởi hành từ Kure vào ngày 28 tháng 2, 1944 để quay trở lại Truk, đến nơi vào ngày8 tháng 3. Trong thời gian này, phía Đồng Minh tiến hành Chiến dịch quần đảo Marshall, chiếm được Kwajalein, Majuro và Eniwetok thuộc quần đảo Marshall, để lại một số đơn vị Nhật Bản trên các hòn đảo bị cô lập. Đến ngày 15 tháng 3, I-32 khởi hành từ Truk với nhiệm vụ tiếp liệu cho lực lượng Nhật Bản trú đóng trên đảo Wotje bị cô lập, cũng như đánh phá tàu bè Đồng Minh tại khu vực phía Đông Marshall. Trên đường hướng đến Wotje, nó báo cáo phát hiện máy bay từ tàu sân bay Hoa Kỳ ở vị trí 200 nmi (370 km) về phía Tây Nam đảo Kusaie lúc 14 giờ 30 phút (giờ Nhật Bản) ngày 17 tháng 3. Đến ngày 23 tháng 3, I-32 lại báo cáo phát hiện một lực lượng đặc nhiệm Hoa Kỳ lúc 22 giờ 21 phút; đây là báo cáo cuối cùng chiếc tàu ngầm gửi về căn cứ.

#### Bị mất
Bức điện I-32 gửi vào ngày 23 tháng 3 bị Trạm HYPO, đơn vị tình báo tín hiệu đặt căn cứ tại Hawaii, bắt được và giải mã. Dựa trên thông tin này, một đơn vị tìm-diệt tàu ngầm bao gồm tàu khu trục USS Halsey Powell, tàu hộ tống khu trục USS Manlove và tàu săn ngầm USS PC-1135 được tập trung tại đảo Erikub nhằm đánh chặn tàu ngầm đối phương.
Đến 04 giờ 22 phút ngày 24 tháng 3, ở vị trí 50 nmi (93 km) về phía Nam Wotje, Manlove phát hiện qua radar một tàu ngầm đang di chuyển trên mặt nước ở khoảng cách 5 nmi (9,3 km). Manlove tiếp cận chiếc tàu ngầm, nhưng mục tiêu lặn xuống ẩn nấp khi còn cách 3.000 yd (2.700 m) và biến mất khỏi màn hình radar. Manlove dò được tín hiệu sonar, nên Halsey Powell áp sát và tung ra một loạt các lượt tấn công bằng toàn bộ số mìn sâu mang theo. Sau đó đến lượt Manlove và PC-1135 thả mìn sâu và phóng các loạt súng cối chống ngầm Hedgehog, khiến cuối cùng mục tiêu bị đánh chìm tại tọa độ 08°30′B 170°10′Đ / 8,5°B 170,167°Đ. Tàu ngầm bị Halsey Powell, Manlove và PC-1135 đánh chìm nhiều khả năng chính là I-32.
Đến ngày 24 tháng 3, 1944, Hải quân Nhật Bản công bố I-32 có thể đã bị mất tại khu vực quần đảo Marshall với tổn thất toàn bộ thủy thủ đoàn. Tên nó được cho rút khỏi đăng bạ hải quân vào ngày 10 tháng 6, 1944.